# Fedlimid Rechtmar
Fedlimid Rechtmar (Le Légitime ou Le furieux) ou Rechtaid (Le Législateur) est un Ard ri Erenn légendaire d’Irlande qui aurait régné trois ans de 110 à 119 apr. J.-C., selon les dates traditionnelles des Annales des quatre maîtres.

## Biographie
Fils de Tuathal Techtmar et de Báine, fille de Scál. Selon les récits médiévaux légendaires irlandais, et la tradition pseudo historique il est Ard ri Erenn pendant neuf ans.
Il prend le pouvoir après avoir tué son prédécesseur Mal mac Rochraide qui était le meurtrier de son propre père. Il est réputé avoir instauré le principe de la Loi du Talion dans la législation irlandaise ce qui est considéré comme un adoucissement des mœurs. L'établissement d’un réseau routier autour de Tara lui est également attribué.
À l’issue de son règne, il serait mort de mort naturelle et aurait eu comme successeur Cathair Mór. Le Lebor Gabála Érenn synchronise son règne avec celui de l’empereur romain Marc Aurèle (161-180). La chronologie de Geoffrey Keating Foras Feasa ar Éirinn avance de son côté les dates de 104 à 113.

## Postérité
Les généalogies légendaires attribuent deux épouses à Fedlimid Rechtmar :
1) Cnucha Chennfhinn fille de Conna Luimnech dont :
- Eochu Finn Fuath nAirt, ancêtre des a quo Fothairt,
- Fiachu Suigde, ancêtre du Dal Fiachrach Suighedes i.e a quo Dessi & Corcu Roí de,
- Fiacha Raeda[2], tué à la bataille de Magh Croichi contre Mug Nuadat,
- Coel,
- Crinna,
- Cruisíne ;

2) Una Ollchruthach fille de Derg de Loachlainn dont :
- Conn Cétchathach le successeur de Cathair Mór.

Les textes littéraires médiévaux le considèrent également comme le père par une épouse inconnue d’une fille Aífé qui aurait épousé son propre demi–frère Conn Cétchathach.

## Sources
- (en) Cet article est partiellement ou en totalité issu de l’article de Wikipédia en anglais intitulé « Fedlimid Rechtmar » (voir la liste des auteurs), édition du 22 avril 2009.
- Edel Bhreathnach, Editor Four Courts Press for The Discovery Programme Dublin (2005) The kingship and landscape of Tara. The Legendary Connachta Table 1 p. 340-341.